# スマントリ
スマントリ（Sumantri, Soemantri, Soemantri Brodjonegoro）は、ニューギニア島のスディルマン山脈の西方にある、オセアニアの最高峰であるプンチャック・ジャヤ（カルステンツ・ピラミッド）(4884m)の付属峰である。標高は4870mである。
プンチャック・ジャヤ主峰の北東約2kmの位置にある。スマントリの北側は、カルステンツ山塊の北壁となっており、山の東側と西側が巨大な崖になっている。かつては山頂の南側がノースウォール・フィルンと呼ばれる万年雪に覆われていたが、現在は東と西に分かれている。

## 名称
1973年まで、この山と現在のンガ・プルがそれぞれンガ・プルの北西峰・南東峰と呼ばれていた。
1936年のカルステンツ探検では、この山は「北壁の第2峰」と呼ばれた。ハインリヒ・ハラーは、1962年に描かれた地図上で北西峰（現在のスマントリ）をンガ・プル(Ngapalu)とし、南東峰（現在のンガ・プル）をサンデー峰(Sunday Peak)とした。ディック・アイザウッドは、1972年に両峰に登頂したときの記録でハラーの命名を踏襲し、現在のスマントリを"Ngana Poloe"、現在のンガ・プルを"Sunday Peak"とした。
1973年、インドネシア政府はンガ・プル北西峰の名前を、同年に職務中に47歳で亡くなったエネルギー鉱物資源大臣、スマントリ・ブロジョネゴロ(Sumantri Brodjonegoro)に因みスマントリと改称した。

## 登山史
ンガ・プル南東峰（現在のンガ・プル）は、1936年にオランダ隊（アントン・コレイン、ジャン＝ジャック・ドージィ、フリッツ・ウィッスル）によって初登頂された。北西峰（現在のスマントリ）は、1962年2月にハインリヒ・ハラー、フィリップ・テンプル、ラッセル・キパックス、バート・ホイジンガによって初登頂されたが、これはカルステンツ・ピラミッドの初登頂よりも後だった。
高さ600メートルの北の崖は、1971年9月27日にラインホルト・メスナーが単独で初登頂した。彼は同じ週にカルステンツ・ピラミッドへの第二登を果たしたところだった。1年後、レオ・マレー、ジャック・ベインズ、ディック・アイザウッドは、ンガ・プルの両峰に登り、メスナーが北面に残していたペグを発見した。

## 地質と氷河
ニューギニア島中部の山々は、インド・オーストラリアプレートと太平洋プレートが衝突し、沈み込みと隆起の両方をもたらしたことによって形成されている。このエリアの山の表面は石灰岩である。その結果、ピークの山頂ブロックが非常に威圧的に見えるにもかかわらず、実際には非常に簡単にはい登ることができる。
ンガ・プル南東峰から万年雪が溶けて消失したため、現在スマントリはプンチャック・ジャヤ北峰の最高地点になっている。さらに、メレン氷河が完全に消失したため、プロミネンスは200mから350mに増加した。スマントリはオセアニア第2の高峰とみなされることがあり、その場合、セブン・セカンド・サミットのリストに入ることになる。